# Borkelo

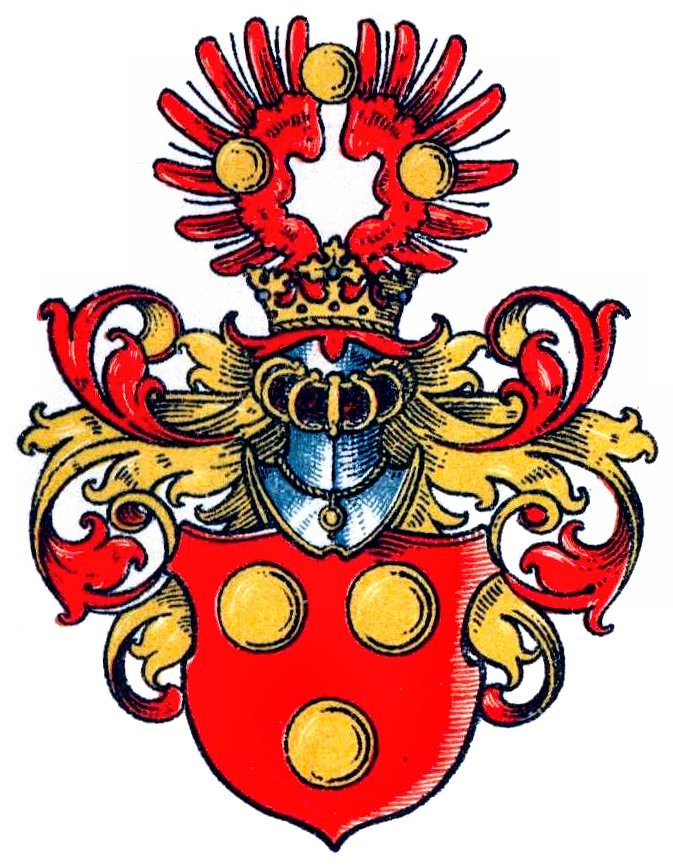
Wappen derer von Borkelo

Die Herren von Borkelo (auch: Borckelo, Borchlo, Burchlo, Burclo o. ä.) waren ein westfälisches Adelsgeschlecht.

## Geschichte

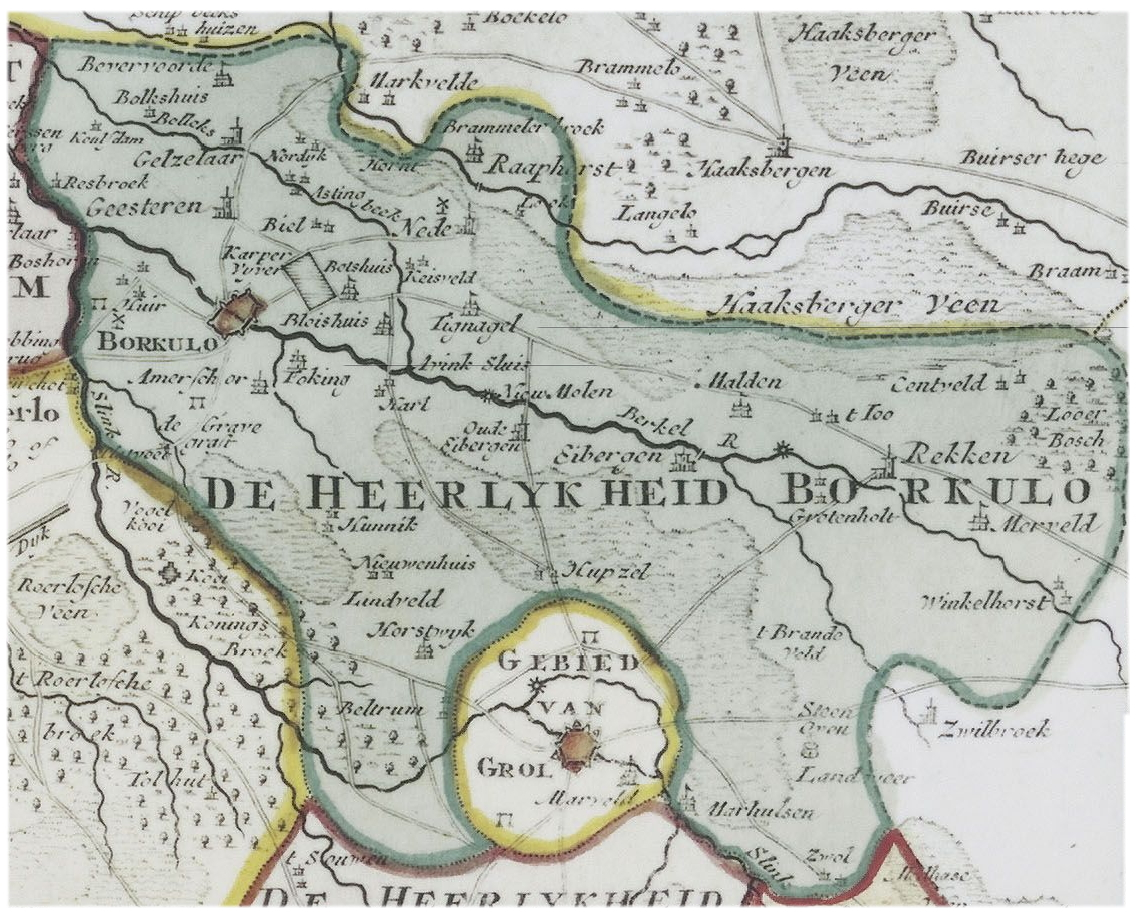
Karte der Herrschaft Borculo (1741)

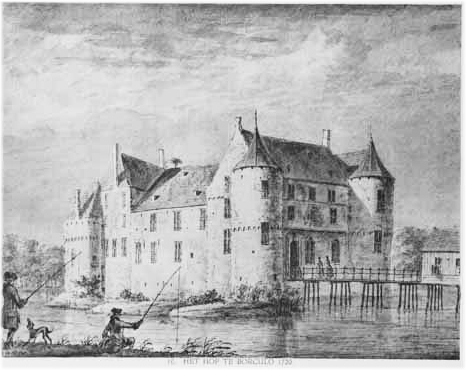
Kasteel Borculo (1720)

Die Edelherren von Borkelo besaßen die Herrschaft Borculo im Achterhoek. Sie umfasste ungefähr die heutige Umgebung der Gemeinde Berkelland ohne Ruurlo und bis 1616 auch das Gebiet der ehemaligen Gemeinde Lichtenvoorde. Die wichtigsten Orte der Herrschaft waren die Städte Borculo und Eibergen sowie die Dörfer Neede, Geesteren und Lichtenvoorde.
Das Geschlecht erscheint erstmals im 12. Jahrhundert. Um diese Zeit entstand auch das Kasteel Borculo mitsamt Siedlung, Stammsitz des Geschlechts. Als erster des Geschlechts wird Rudolf von Borkelo als Rotholfus de Burclo in einer Urkunde von Bischof Werner von Münster aus dem Jahre 1151 unter den nobilis erwähnt. 1173 tritt Werner de Burchlo als Zeuge in einer Urkunde Kaiser Friedrichs auf, als dieser den Verkauf der Vogteirechte des Grafen von Tecklenburg über die Kirche zu Münster an den Bischof von Münster bestätigt. Ein Heinrich de Burlo wird 1182 und 1183 in Urkunden des Münsteraner Bischofs Hermann II. von Katzenelnbogen genannt. Heinrich von Borkelo verkaufte im Jahr 1236 Groenlo an Graf Otto II. von Geldern, welches so eine Enklave auf münsterschem Gebiet wurde.Henrich von Burclo, Sohn des Herrn zu Borkelo, ist 1284 zusammen mit Anderen Bürge für die Zusicherungen des Herrn von der Lippe an den Kölner Erzbischof Siegfried von Westerburg. Godfrid von Borckelo und seine Frau Lisa kauften 1324 von Graf Johann von Bentheim Güter im Kirchspiel Emblikamp samt dem dortigen Gericht.
Heinrich, Herr von Borkelo, und seine Frau Beatrix hinterließen nur eine Tochter namens Henrica, die 1360 Gisbert von Bronckhorst heiratete. Zwischenzeitlich (1358) erscheint Reinold III. von Coevorden als Herr von Borculo, vermutlich als Vormund der Erbin Henrica. Der Rechtsnachfolger der kinderlos verstorbenen Henrica, ihr Onkel Godert von Borkelo gen. von Dodingwerde, trat die Herrschaft Borculo 1397 an Henricas Witwer Gisbert von Bronckhorst († 1401) ab.
Graf Otto IV. von Diepholz heiratete 1441 Hedwig von Bronkhorst, durch die das Haus Ansprüche auf die dortigen Herrschaften Bronkhorst (Brunckhorst) und Borculo (Borkelo(he)) erwarb, was sich auch in einer erweiterten Titulatur „Graff zu Diepholz und Brunckhorst Herr zu Borkelohe“, sowie heraldisch, in einer Wappenmehrung mit den jeweiligen Anspruchswappen zu Bronkhorst und Borkelo, niederschlug.

## Wappen
Blasonierung: In Rot drei (2:1) goldene Kugeln. Auf dem gekrönten Helm ein roter, offener Flug, jeder Flügel mit einer goldenen Kugel belegt, die dritte Kugel dazwischen. Die Helmdecken sind rot-gold.